# Яновицкий, Лев Александрович
Лев Александрович Яновицкий (1918—2008) — советский архитектор и градостроитель.

## Биография
В 1941 году окончил архитектурный факультет ХИСИ (Харьков). В 1967 году был доцентом архитектурного факультета ХИСИ. С 1944 член Союза архитекторов Украины. Работал в институтах «Гипроавиапром», «Укргорстройпроект», главный архитектор, заместитель директора.
Большинство его работ, представленных на смотрах, отмечено премиями разного достоинства. Являлся почётным членом Академии архитектуры Украины, заслуженным архитектором Украины.

## Избранные проекты и постройки
- Конкурсные проекты застройки центров Полтавы, Сум, Кривого Рога, Белой Церкви
- Проекты генеральных планов Кропивницкого, Никополя

Градостроительные проекты: Клуб на 500 мест (1947, Керчь); разноэтажные дома по индивидуальным проектам (1945—1949); многоэтажные жилые дома по индивидуальным проектам в центральной части города Мариуполя (1950—1960); генеральный план, проект детального планирования центра города Первомайск Харьковской области (1950—1960); проект детального планирования и застройки жилищных массивов с использованием типовых крупнопанельных домов города Кривой Рог (1964—1990); проект детального планирования и застройки микрорайонов 400, 401 города Алчевска (1975—1980); проект детального планирования и застройки микрорайона 18 города Кировограда и др.